# تحصیل دگر
تحصیل دگر (به انگلیسی: Daggar) یک منطقهٔ مسکونی در پاکستان است که در خیبر پختونخوا واقع شده‌است. تحصیل دگر ۶۸۸ متر بالاتر از سطح دریا واقع شده‌است.